# Будигні
Будигні (словен. Budihni) — мале поселення на правому березі річки Віпава в общині Нова Гориця, Регіон Горишка, Словенія. Висота над рівнем моря: 64,8 м.